# Torneo di Chichester 1978
Il Torneo di Chichester 1978 è stato un torneo di tennis giocato sull'erba. È stata la 3ª edizione del torneo, che fa parte del WTA Tour 1978. Si è giocato a Chichester in Gran Bretagna dal 12 al 16 giugno 1978.

## Campionesse

### Singolare
Evonne Goolagong ha battuto in finale  Pam Teeguarden con il punteggio di 6–4, 6–4

### Doppio
Janet Newberry /  Pam Shriver hanno battuto in finale  Michelle Tyler-Wilson /  Yvonne Vermaak con il punteggio di 3–6, 6–3, 6–4